# 로베르토 베니니
로베르토 레미조 베니니(이탈리아어: Roberto Remigio Benigni, Cavaliere di Gran Croce OMRI, 1952년 10월 27일~)는 이탈리아의 영화 배우, 영화 감독 겸 극작가이다. 감독과 각본가, 주연을 모두 했던 작품 중 1997년작 《인생은 아름다워》가 가장 유명하다.

## 젊은 시절
로베르토 베니니는 이탈리아 토스카나 주 카스틸리온 피오렌티노 시의 만치아노에서 섬유 조사관 이솔리나 파피니와 벽돌공과 목수, 농부 일을 했던 레미지오 베니니의 아들로 태어났다. 1972년 프라토에서 연극 배우로서 최초의 경험을 하였다. 그 해 가을 로마로 이사와서 몇몇 실험적인 연극에 참여하였으며, 그 중 상당을 감독하였다. 1975년 주세페 베르톨루치가 쓴 《Cioni Mario di Gaspare fu Giulia》로 연극배우로서 최초의 성공을 거두었다.
베니니는 RAI2에서 방영한 렌존 아르보레 (Renzo Arbore) 감독의 충격적인 TV 연속극 《Onda Libera》로 1970년대에 이탈리아에서 유명해졌다. 그 시기 중대한 스캔들이었던 연속극은 검열 때문에 중단되었다. 1977년 주세페 베르톨루치 감독의 《Berlinguer ti voglio bene》로 영화계에 데뷔하였다.

## 출연 작품
| 연도 | 제목               | 역할 명             | 참고             | 수상                                                                           |
| ---- | ------------------ | ------------------- | ---------------- | ------------------------------------------------------------------------------ |
| 1986 | 다운 바이 로       | 로베르토            | 출연             | 나스트로 다르젠토 남우주연상 Independent Spirit Award for Best Male Lead(후보) |
| 1988 | Il piccolo diavolo | Giuditta            | 감독, 작가, 출연 | 다비드 디 도나텔로 남우주연상                                                  |
| 1991 | 쟈니 스테끼노      | 단테, 조니 스테끼오 | 감독, 작가, 주연 | 나스트로 다르젠토 남우주연상 다비드 디 도나텔로 남우주연상                     |
| 1997 | 인생은 아름다워    | 귀도 오레피체       | 감독, 주연, 작가 |                                                                                |
| 1999 | 아스테릭스         | 루시우스 데트리우스 | 조연             |                                                                                |
| 2002 | 피노키오           | 피노키오            | 감독, 주연, 작가 | 다비드 디 도나텔로 남우주연상 (후보)                                           |
| 2005 | 호랑이와 눈        | 아틸리오 지오반니   | 감독, 주연, 작가 | 나스트로 다르젠토 원작상 나스트로 다르젠토 남우주연상(후보)                    |

## 상훈

### 수상
- 1981년 글로리아 디 오로 남우주연상
- 1986년 나스트로 다르젠토 남우주연상
- 1989년 다비드 디 도나텔로 남우주연상
- 1991년 나스트로 다르젠토 남우주연상
- 1992년 다비드 디 도나텔로 남우주연상
- 1998년 제51회 칸 영화제 심사위원대상
- 1998년 제11회 유럽영화상 유러피안 남우주연상
- 1998년 제11회 유럽영화상 유러피안 작품상
- 1998년 독일영화상 외국어영화상
- 1998년 씨악 디 오로 남우주연상
- 1998년 글로리아 디 오로 남우주연상
- 1998년 글로보 디 오로 남우주연상
- 1998년 랭귀지필름 포트 랭더데일 필름페스티벌 남우주연상
- 1998년 랭귀지필름 포트 랭더데일 필름페스티벌 감독상
- 1998년 오스트레일리안 필름 인스티튜드 어워즈 외국어영화상
- 1998년 제17회 밴쿠버 국제 영화제 국제영화인기상
- 1998년 제23회 토론토 국제 영화제 관객상
- 1998년 제14회 바르샤바 국제 영화제 관객상
- 1998년 아덴스 인터네셔널 필름페스티벌 관객상
- 1998년 켄자스시티비평가협회상 외국어영화상
- 1998년 남동부비평가협회상 외국어영화상
- 1998년 라스베이거스비평가협회상 외국어영화상
- 1998년 라스베이거스비평가협회상 남우주연상
- 1998년 라스베이거스비평가협회상 감독상
- 1998년 제11회 시카고비평가협회상 외국어영화상
- 1999년 아메리칸 필름 인스티튜드 어워즈 관객상
- 1999년 다비드 디 도나텔로 남우주연상
- 1999년 다비드 디 도나텔로 각본상
- 1999년 다비드 디 도나텔로 감독상
- 1999년 나스트로 다르젠토 각본상
- 1999년 나스트로 다르젠토 남우주연상
- 1999년 나스트로 다르젠토 감독상
- 1999년 블루리본 어워즈 외국어영화상
- 1999년 플로리다비평가협회상 외국어영화상
- 1999년 온라인영화비평가협회상 외국어영화상
- 1999년 샌디에이고비평가협회상 외국어영화상
- 1999년 제4회 크리틱스초이스 외국어영화상
- 1999년 제5회 미국배우조합상 영화부문 남우주연상
- 1999년 제52회 영국아카데미시상식 남우주연상
- 1999년 토론토비평가협회상 피플스초이스상
- 1999년 제71회 아카데미시상식 외국어영화상
- 1999년 제71회 아카데미시상식 남우주연상
- 1999년 제24회 세자르영화제 외국어영화상
- 1999년 아메리칸코미디어워즈 가장재미있는 남자배우상
- 2000년 제13회 유럽영화상 유러피안 월드 시네마상
- 2003년 제23회 골든라즈베리시상식 최악의 남우주연상
- 2003년 다비드 디 도나텔로 세트&데코레이션상
- 2003년 다비드 디 도나텔로 의상상
- 2005년 나스트로 다르젠토 원작상

### 서훈
- 2005년 이탈리아 공화국 공로 훈장 1등급(Cavaliere di Gran Croce OMRI)